# Amin H. Nasser
Amin Hassan Nasser ( en árabe: أمين حسن الناصر‎   ) es el presidente y director ejecutivo de la empresa petrolera de Arabia Saudita Saudi Aramco, donde desde septiembre de 2015, asumió los cargos de forma permanente.
Cursó sus estudios en la Universidad del Rey Fahd de Petróleo y Minerales en Dhahran, Arabia Saudita, donde obtuvo un BS grado en Ingeniería de Petróleo en 1982. En 2002, completó el Programa Ejecutivo Senior en la Universidad de Tulsa .
En 1982, comenzó su carrera en Saudi Aramco como ingeniero en el departamento de producción de petróleo, donde procedió a trabajar en perforación y gestión de yacimientos. En 1997, Nasser se convirtió en gerente del Departamento de Producción de Ras Tanura . Más tarde se convirtió en gerente del departamento de ingeniería de producción del Área Norte, así como de los departamentos de producción de Safaniya Offshore y Onshore. Desde septiembre de 2015 se desempeña como director ejecutivo de Saudi Aramco. En julio de 2020, recibió el premio Kavaler que reconoce los logros sobresalientes en petroquímicos.

## Otras afiliaciones
Nasser es miembro de la propia Society of Petroleum Engineers (SPE). Desde 2008 es miembro del Consejo Asesor de la Industria de SPE, del Consejo Asesor Internacional (IAB) de la Universidad de Petróleo y Minerales King Fahd (KFUPM) y del Consejo de Administración de la Universidad de Ciencia y Tecnología King Abdullah (KAUST).